# Овираптор
Овираптор (лат. Oviraptor, буквально — яйцекрад) — род динозавров из семейства овирапторид, обитавших в Центральной Азии во времена позднемеловой эпохи (89,8—70,6 млн лет назад). Первые остатки были обнаружены в 1923 году в Монголии (формация Джадохта) в ходе палеонтологической экспедиции Американского музея естественной истории под руководством Роя Чепмена Эндрюса. Год спустя Генри Фэрфилд Осборн описал типовой вид рода, Oviraptor philoceratops. Название рода, в буквальном переводе с латинского означающее «похититель яиц», исходит из первоначального вывода о привычках рептилии, поскольку её остатки были обнаружены рядом с кладкой яиц — по мнению Осборна, яиц цератопса. Видовое название, буквально означающее «любитель цератопсов», было призвано укрепить эту точку зрения. Овираптор известен по одному частично сохранившемуся скелету (являющегося типовым), по гнезду из пятнадцати яиц, и нескольким небольшим фрагментам молодой особи.
Овираптор был относительно небольшим, возможно пернатым, овирапторидом, длина которого оценивается в 1,6—2 м, масса — в 33—40 кг. У него был роговой клюв, широкая, хорошо развитая челюсть и, по всей видимости, лицевой гребень; зубы отсутствовали. Длинные передние конечности рептилии были хорошо развиты, заканчивались тремя пальцами с изогнутыми когтями. Как и у других представителей семейства, у овираптора были длинные задние конечности с четырьмя пальцами, один из которых редуцировался в ходе эволюции. Предположительно, хвост был не очень длинным и заканчивался пигостилем, поддерживающим большие перья.
Осборн отнёс овираптора к орнитомимидам. Монгольский орнитолог Ринчен Барсболд в 1970-х годах пришёл к выводу, что характеристики этого динозавра достаточно уникальные, чтобы на их основе описать новое семейство Oviraptoridae. Последующие многочисленные находки овирапторозавров в гнездовых позах продемонстрировали, что первоначальное предположение о разорении кладок цератопсов было ошибочным. Напротив, рептилии насиживали обнаруженные яйца, а не воровали их. Более того, сообщалось об обнаружении остатков недавно вылупившегося детёныша в непосредственной близости от типового экземпляра, что ещё раз подтверждает теорию о насиживании яиц.

## История открытия

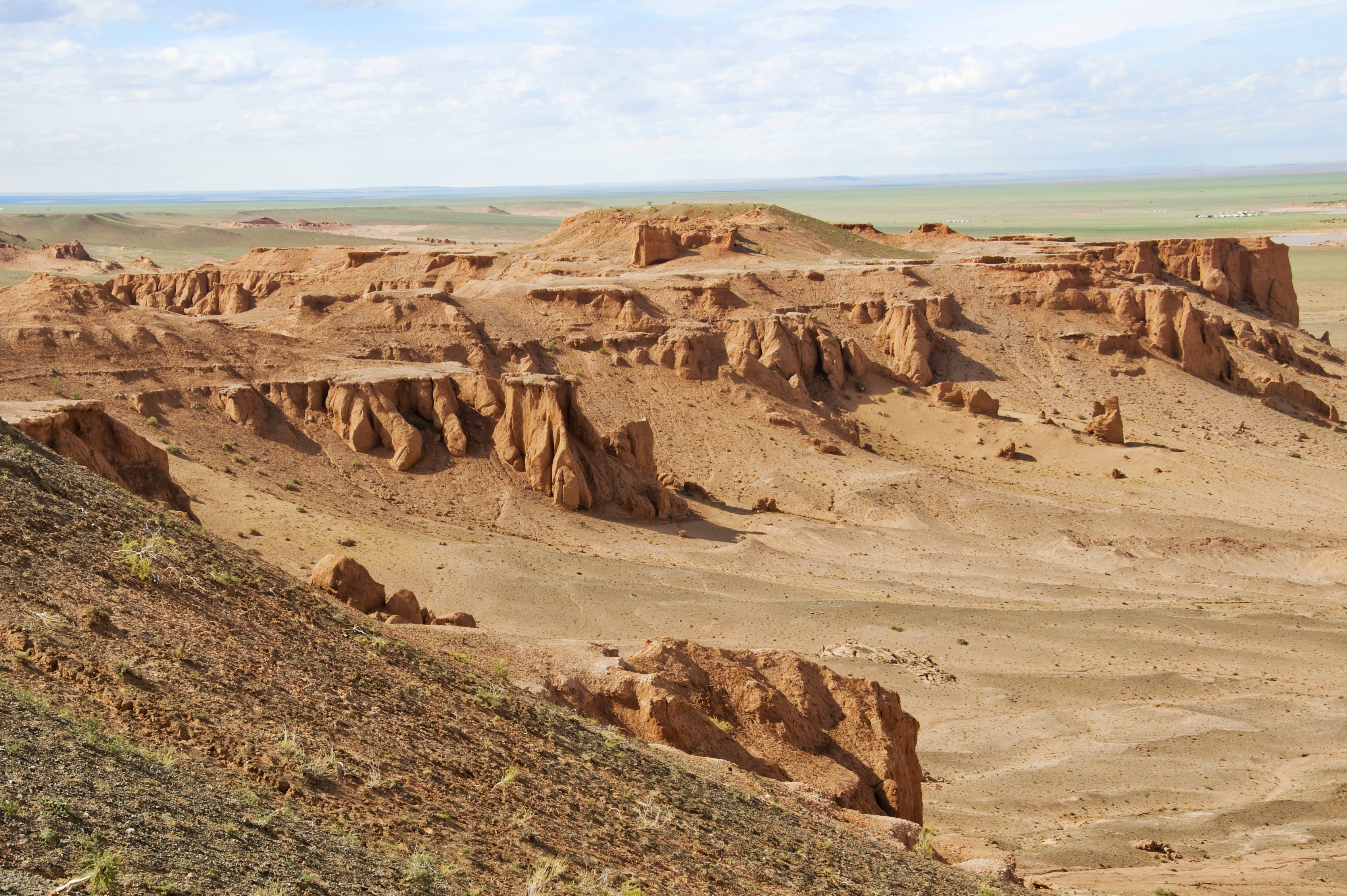
Район Баянзаг в Монголии, гдк был найден типовой экземпляр

Первые останки овираптора были обнаружены в 1923 году в пустыне Гоби на территории местности под названием Баянзаг в Монголии (формация Джадохта). Участник палеонтологической экспедиции Американского музея естественной истории (руководитель — Рой Чепмен Эндрюс) Джордж Олсен сообщил о найденных им ископаемых яйцах, торчащих из уступа песчаника. Последующие раскопки обнажили кладку из примерно пятнадцати яиц, своей формой не похожих ни на одни яйца современных животных, включая птиц. Часть яиц была раздавлена, ещё два наполовину вскрыты; из скорлупы торчали кости ещё не вылупившихся детёнышей. В 10 см над гнездом был обнаружен скелет небольшого, неизвестного ранее, динозавра.

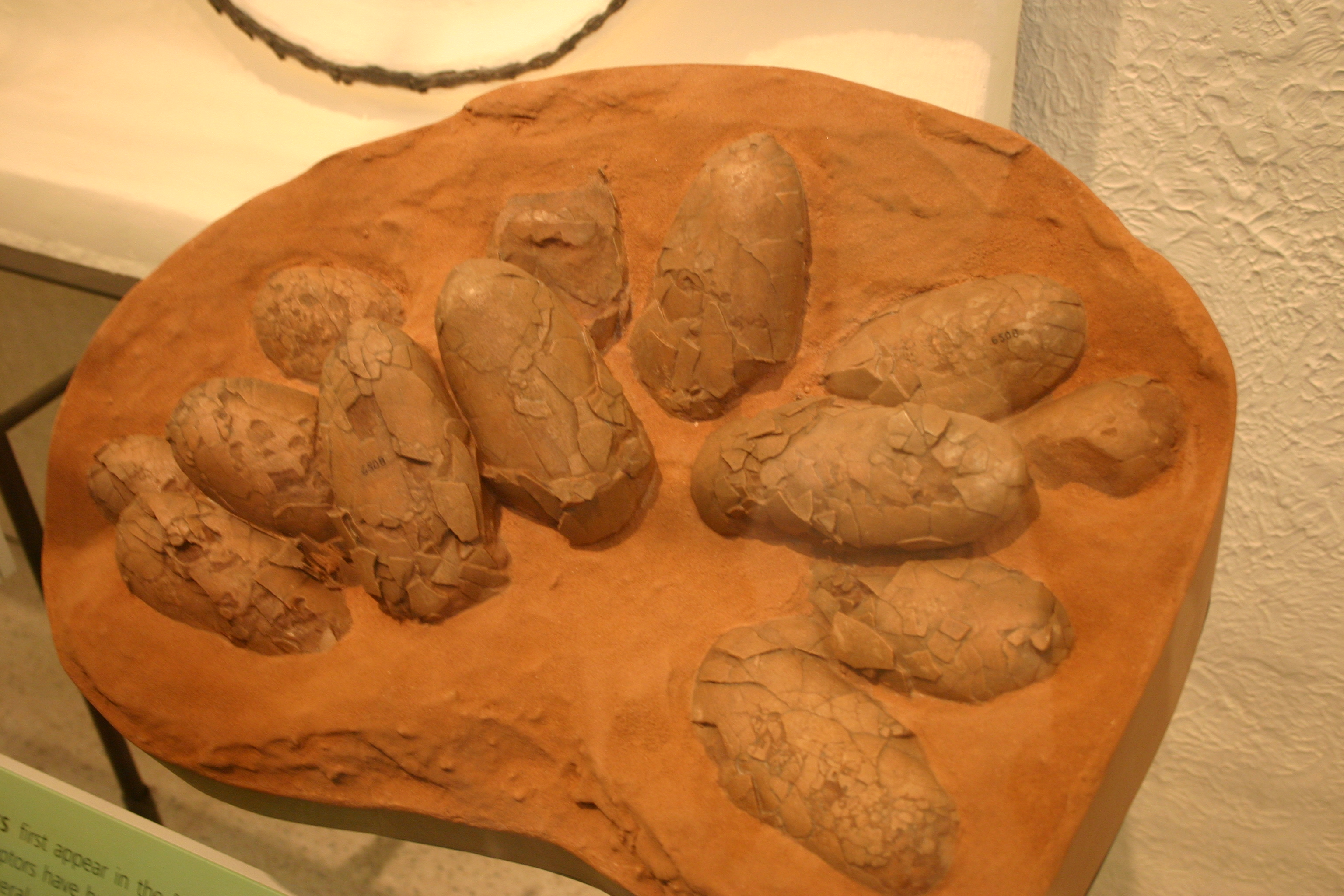
Гнездо овираптора. AMNH 6508

Изучением находки в Нью-Йорке занялся директор музея, профессиональный палеонтолог Генри Фэрфилд Осборн. Он пришёл к выводу, что яйца предположительно принадлежат цератопсу, а скелет неизвестного науке динозавра хищнику, охотнику за яйцами этого рогатого ящера. По мнению профессора, внезапная песчаная буря привела к гибели как кладки яиц, так и их похитителя. Учёный присвоил голотипу, ныне известному под кодом AMNH 6517, название Oviraptor philoceratops, таким образом представив новый род и вид. Несмотря на то, что как родовое, так и видовое название намекают на привычку динозавра похищать яйца, Осборн отдельно указал, что это предположение может оказаться ошибочным. На основании беззубого черепа Осборн отнёс овираптора к орнитомимидам, что было поддержано рядом других исследователей: Альфредом Ромером (1956), Евгением Малеевым (1964) и Оскаром Куном (1966).
Типовой экземпляр, ныне выставленный в экспозиции музея естественной истории в Нью-Йорке, включает в себя неполный и сильно повреждённый беззубый череп, несколько шейных и крестцовых позвонков, грудину с V-образной вилочкой, несколько рёбер, левую переднюю конечность с удлинёнными пальцами и длинными изогнутыми когтями, часть правой кисти, левую подвздошную кость.
Многочисленные находки высиживающих потомство овирапторид в 1990-х годах показали, что первоначальное предположение о разорении кладок было ошибочным, обнаруженные динозавры и яйца принадлежали одному и тому же виду.

## Приписываемые образцы

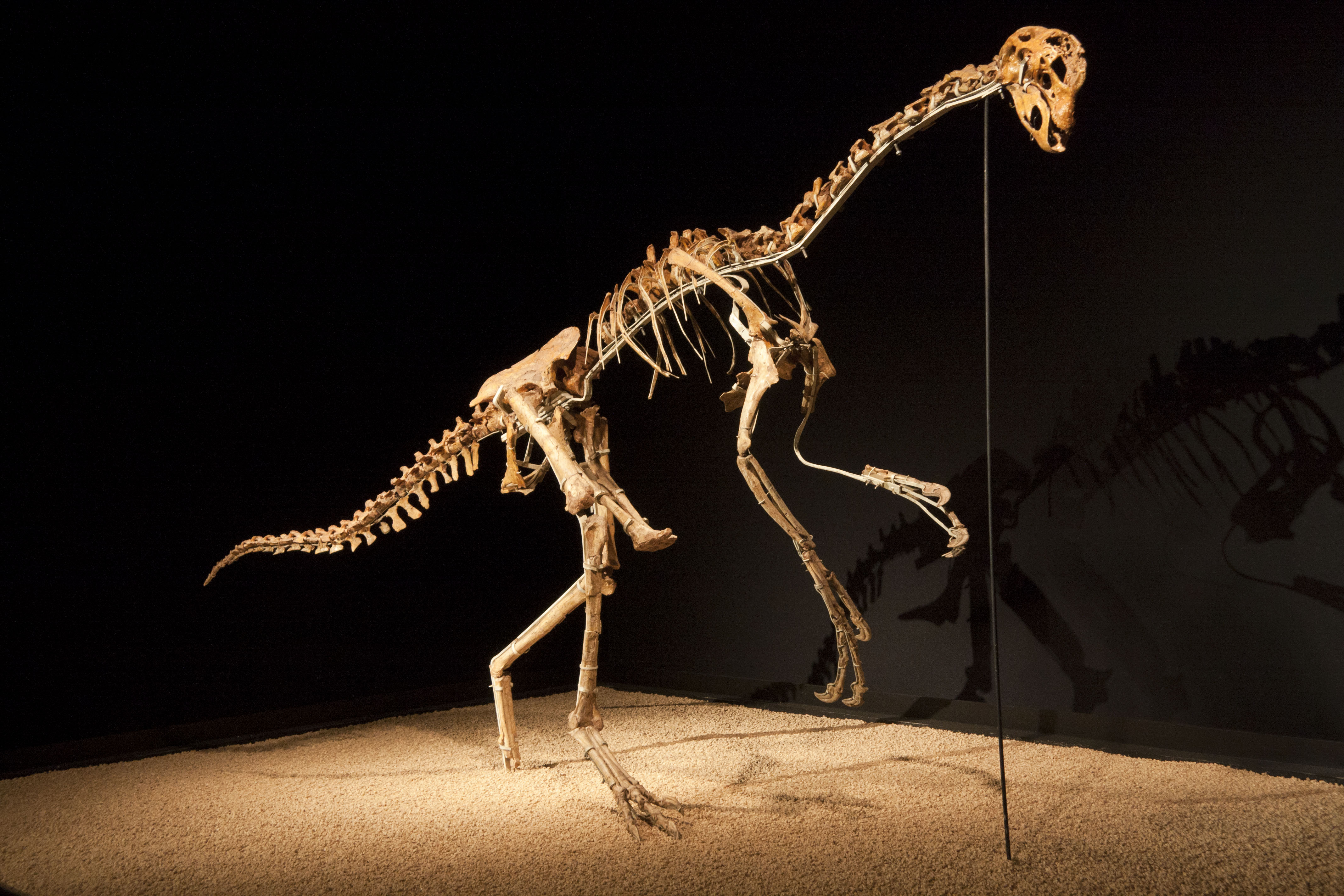
Смонтированный образец читипати GIN 100/42, который изначально был описан как овиратор. Последующие реконструкции овираптора были созданы на основе этого скелета

После описания в 1924 году голотипа связанные с овираптором вопросы долгое время оставались в тени. В 1976 году монгольский палеонтолог Ринчен Барсболд в работе «О новом позднемеловом семействе мелких теропод Oviraptoridae fam. nov Монголии» представил новое семейство Oviraptoridae (овироптариды), в которое в числе прочих включил овираптора. К описываемому роду учёный отнёс шесть известных ему ископаемых образцов (в том числе GIN (MPC-D) 100/20 и 100/21), однако все они, за исключением типового, позднее были отнесены к другим группам овироптаридов.
Ещё один экземпляр GIN 100/42, был классифицирован Барсболдом как Oviraptor philoceratops, в 1981 году. Именно этот, хорошо сохранившийся и наиболее полный из всех имеющихся в наличии скелетов, стал основным источником последующих реконструкций и изображений таксона. Однако эта классификация также стала предметом критики. Джеймс М. Кларк, Марк А. Норелл и Тимоти Роу в 2002 году отметили, что образец GIN 100/42 по строению черепа с высоким гребнем имеет больше схожих черт с читипати, чем с овираптором, у голотипа которого гребень не сохранился. На этом основании они предложили переклассифицировать экземпляр, возможно выделив его в отдельный род.

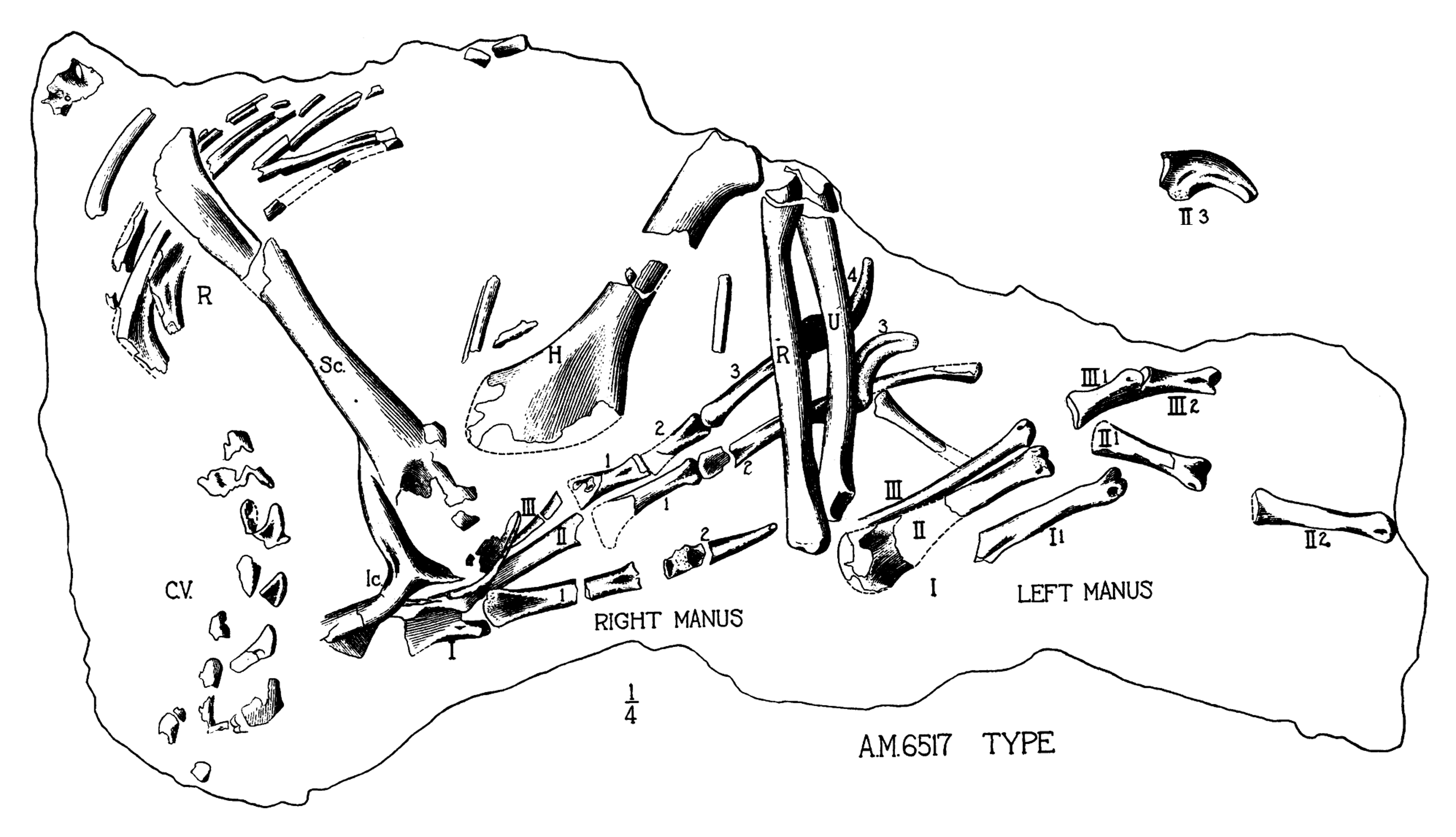
Рисунок с описанием всех костей скелета голотипа

В 1988 и 1990 годах китайско-канадские экспедиции обнаружили остатки нескольких овирапторид в отложениях формации Улансухай, во Внутренней Монголии (КНР). Одной из находок стал частично сохранившийся скелет IVPP V9608 вместе с кладкой яиц, который Дон Жимин и Филип Карри изначально идентифицировали как Oviraptor philoceratops. В 2010 году Николас Р. Лонгрич и оба упомянутых учёных выразили сомнение в отнесении, поскольку выявили несоответствие пропорций фаланг пальцев и другие анатомические отличия в сравнении с голотипом.
Наконец, Марк А. Норелл, Эми М. Баланофф, Дэниел Э. Барта и Грегори М. Эриксон в 2018 году сообщили о новом образце AMNH 33092, состоящем из большеберцовой кости и двух плюсневых костей птенца, который был обнаружен рядом с голотипом и, по всей видимости, находился в гнезде.

## Описание

В сравнении с человеком

По оценкам палеонтологов, длина типового экземпляра составляла от 1,6 до 2 м, масса от 33 до 40 кг. Хотя среди обнаруженных фрагментов почти не представлена задняя часть скелета, овираптор по аналогии с близкородственными видами скорее всего обладал хорошо развитыми задними конечностями с тремя пальцами (один из которых рудицирован), а также не длинным хвостом. У других найденных овирапторид передние конечности были покрыты удлинёнными перьями и хвост заканчивался пигостилем, что также подразумевает наличие веерообразного оперения.

### Череп

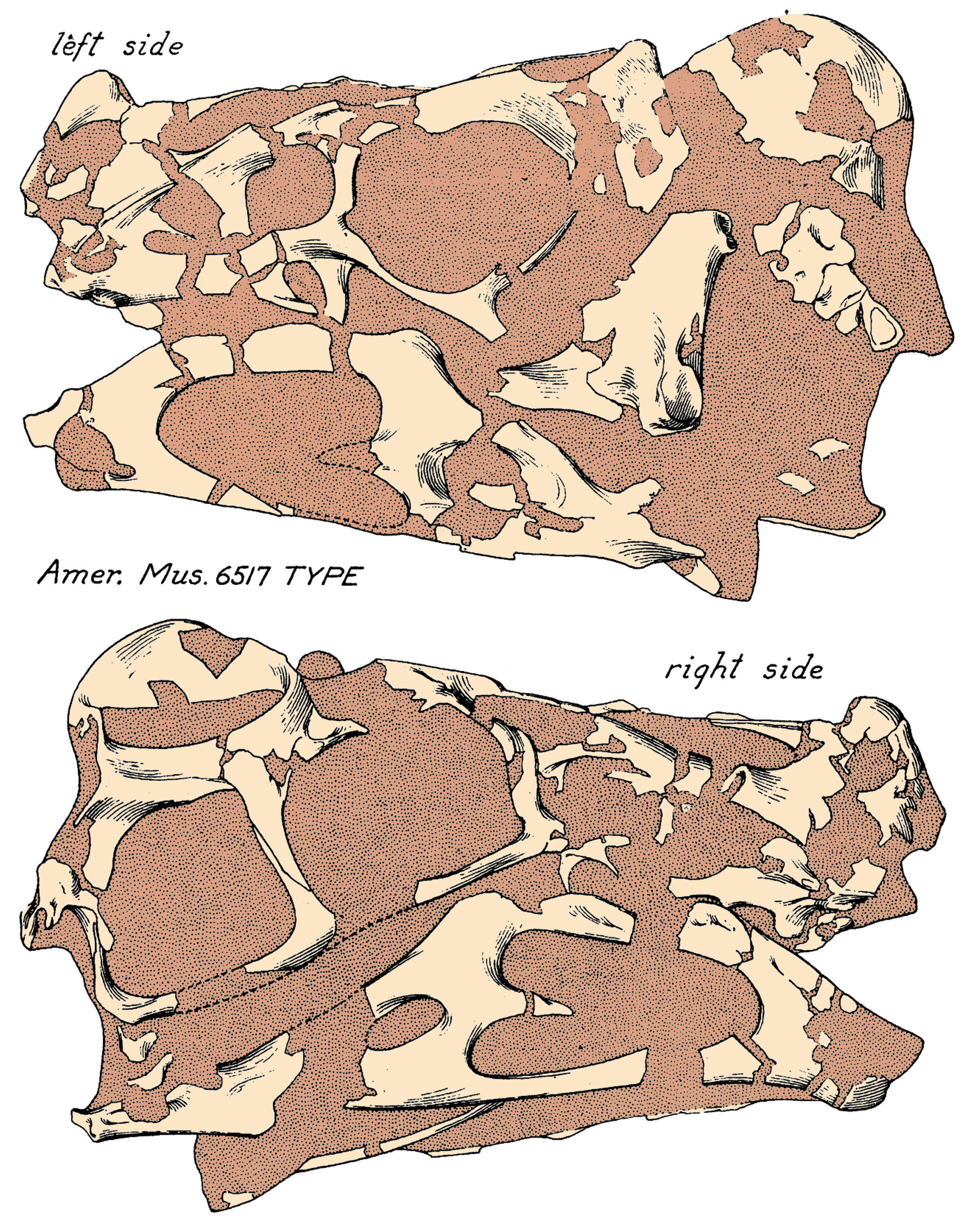
Рисунок Осборна с изображением костей черепа овираптора

Череп овираптора высокий, суженный спереди и достаточно широкий в затылочной области. Среди различных групп динозавров он выделяется очень большими отверстиями-окнами (фенестрами), из-за чего, по мнению Барсболда, выглядит «ажурным». У голотипа его длина составляет около 17,9 см, но в реальности, учитывая отсутствие предчелюстной и некоторых других костей, могла быть значительно больше. У черепа типового экземпляра не представлен гребень, однако верхние поверхности сросшихся теменных и лобных костей указывают на то, что он у динозавра был с большой долей вероятности хорошо развит и поддерживался носовыми и предчелюстными костями клюва.
Челюсти длиннее, чем у других овирапторид, что по всей видимости отражалось на более вытянутой морде. Нёбо твёрдое, образовано сошником, сросшейся с ней верхнечелюстной и предчелюстной костями. Как и у других представителей семейства, у овираптора могла быть пара зубоподобных выступов на нёбе, направленных вниз, однако зубы как таковые отсутствовали. Наружные носовые отверстия относительно небольшие, расположены высоко на черепе. Обе челюсти в передней части образовывали рамфотеку — роговую оболочку, внешне похожую на клюв современных попугаев. Кончик зубной кости (подклювья) загнут книзу, но менее выражен, чем у читипати и других овирапторид. В целом нижняя челюсть представляет собой короткую кость длиной около 19,5 см.

### Посткраниальный скелет

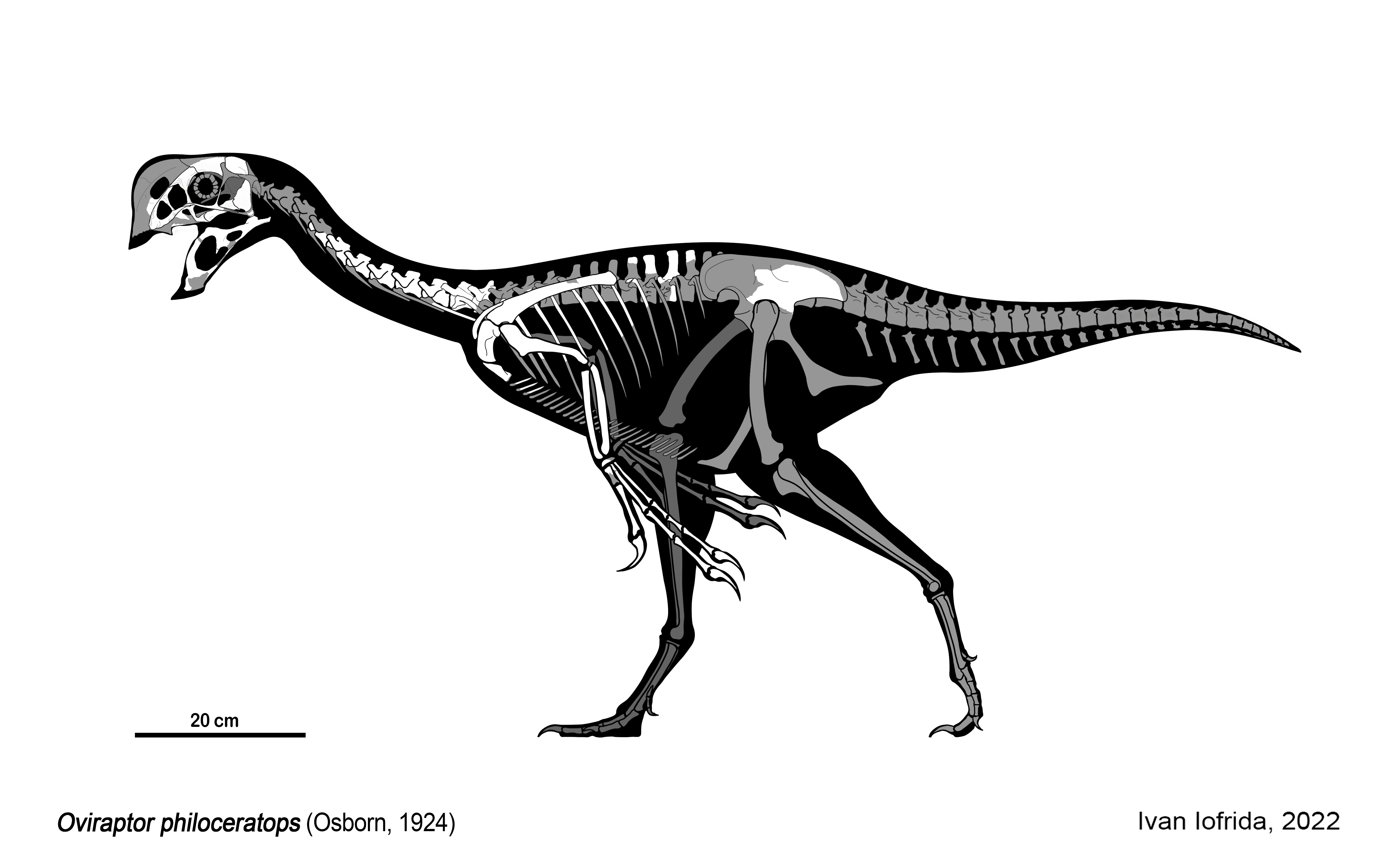
Скелетная реконструкция голотипа (белым отмечен известный материал, серым — кости, реконструированные по аналогии с родственными видами)

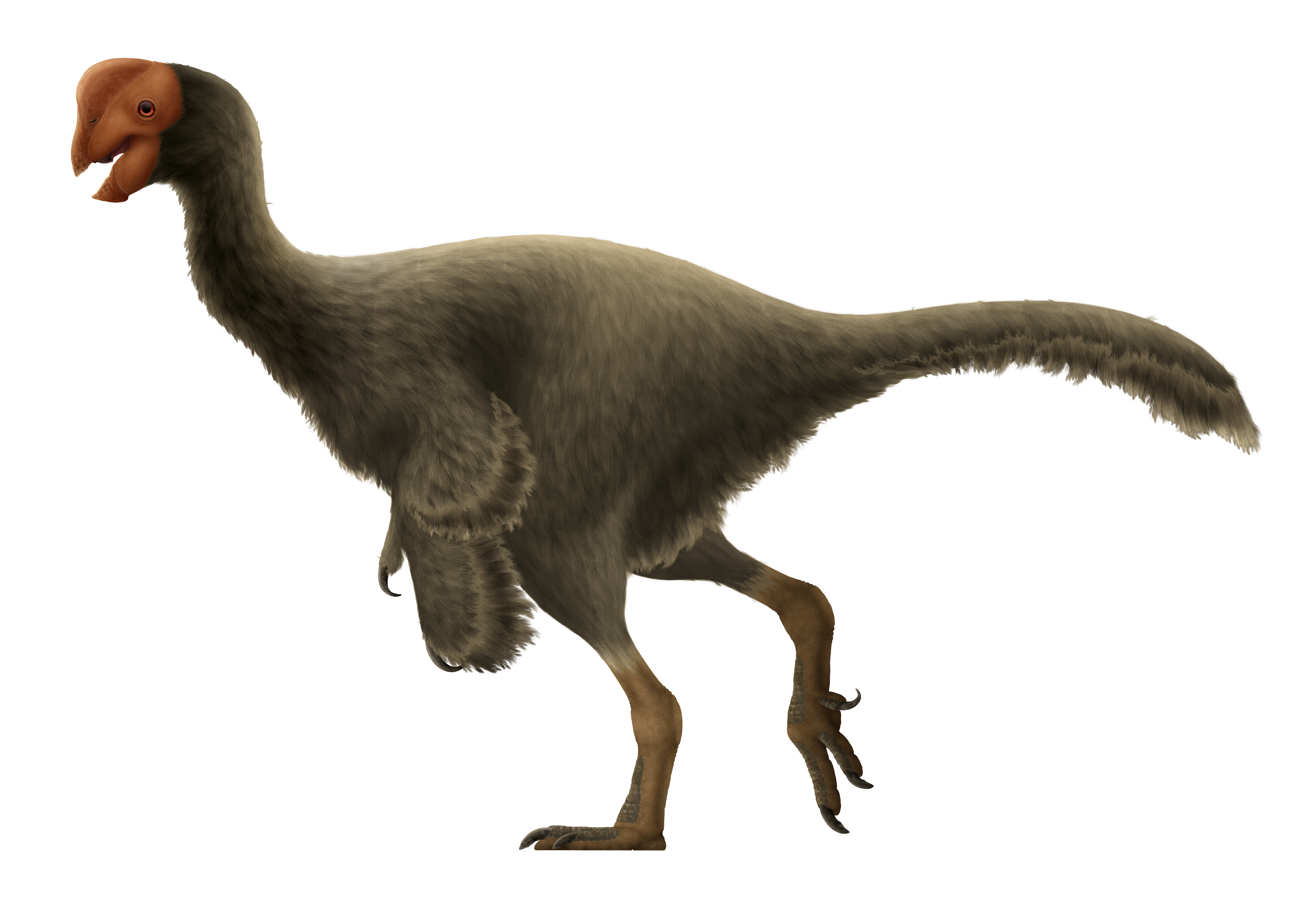
Реконструкция внешнего облика

Как и у большинства овирапторид, остистые отростки шейных позвонков типового экземпляра короткие, нейральные дуги имеют Х-образную форму. Отростки позвонков нижней части спины более длинные. Зигапофизы (отростки позвонков, служащие для сочленения с соседними позвонками) первых шейных позвонков расположены параллельно относительно друг к другу; постзигапофизы, по всей видимости, не сильно отклоняются от средней линии (аналогичное строение у читипати). Шейные рёбра слиты с позвонками. Остистые отростки в переднем ряду грудных позвонков более крупные, чем аналогичные отростки шейных позвонков, и имеют прямоугольную боковую форму. На переднем спинном позвонке можно найти несколько плевроцелей (небольших отверстий на боковых поверхностях позвонка), которые похожи на те, что у динозавров из рода Khaan.
Вилочка овираптора заметно отличается от других овирапторид наличием срединного киля на передней поверхности гипоклеидия (направленного вниз выступа в центре вилочки). Эта кость имеет V-образную форму, округлую в поперечном сечении. Гипоклеидий достаточно длинный и шиповидный, угол между ключицами составляет около 90°. Скапулокоракоид сросшийся, однако у голотипа коракоид сильно повреждён. Лопатка слегка изогнута и имеет длину 23 см. У овираптора была относительно длинная передняя конечность, состоящая из плечевой, лучевой, локтевой костей и кисти.
Фаланговая формула 2-3-4, как и у большинства других теропод в целом и овирапторид в частности. Кисть имеет три тонких, похожих на птичьи, пальца, каждый из которых заканчивается уплощёнными и загнутыми назад когтями. В отличие от других представителей семейства, у овираптора редукция второго и третьего пальцев по сравнению с первым не произошла. Обнаруженные остатки молодой особи, зарегистрированные под кодом AMNH 33092, имеют отдельные кости задних конечностей, в том числе правую большую берцовую кость и плюсневые кости III и IV. Большая берцовая кость достигает в длину 5,87 см, что свидетельствует о существенно меньших размерах особи в сравнении с голотипом. Яйца в гнезде голотипа (AMNH 6508) достигают в длину 14 см. В результате тафоценоза и фоссилизации они могли уменьшиться на длину до 2 см.

## Филогения
Осборн отнёс овираптора к орнитомимидам из-за его беззубого клюва. Он также обратил внимание на сходство типового экземпляра с хиростенотесом, который до сих пор считается его близким родственником. В 1976 году Ринчен Барсболд описал новое семейство Oviraptoridae, включив в него овираптора и несколько других видов; при этом за овираптором закрепилcя статус типового рода. В повторном описании в 2002 году Кларк и его коллеги отметили, что у овираптора в сравнении с другими орнитомимидами более удлиненные верхняя (надклювье) и нижняя (подклювье) челюсти, что может свидетельствовать о его филогенетическом положении в семействе ближе к основанию ветви.
Представленная ниже кладограмма основана на анализе Грегори Ф. Фанстона и его коллег в 2020 году:
|         | Yulong                                                       |
|         |                                                              |
| unnamed | \| \| Citipatiinae \| \| \| \| \| \| Heyuanninae \| \| \| \| |
|         | \| \| Citipatiinae \| \| \| \| \| \| Heyuanninae \| \| \| \| |
|         | Citipatiinae                                                 |
|         |                                                              |
|         | Heyuanninae                                                  |
|         |                                                              |

|  | Citipatiinae |
|  |              |
|  | Heyuanninae  |
|  |              |

|         | Yulong                                                       |
|         |                                                              |
| unnamed | \| \| Citipatiinae \| \| \| \| \| \| Heyuanninae \| \| \| \| |
|         | \| \| Citipatiinae \| \| \| \| \| \| Heyuanninae \| \| \| \| |
|         | Citipatiinae                                                 |
|         |                                                              |
|         | Heyuanninae                                                  |
|         |                                                              |

|  | Citipatiinae |
|  |              |
|  | Heyuanninae  |
|  |              |

|         | Yulong                                                       |
|         |                                                              |
| unnamed | \| \| Citipatiinae \| \| \| \| \| \| Heyuanninae \| \| \| \| |
|         | \| \| Citipatiinae \| \| \| \| \| \| Heyuanninae \| \| \| \| |
|         | Citipatiinae                                                 |
|         |                                                              |
|         | Heyuanninae                                                  |
|         |                                                              |

|  | Citipatiinae |
|  |              |
|  | Heyuanninae  |
|  |              |

|         | Yulong                                                       |
|         |                                                              |
| unnamed | \| \| Citipatiinae \| \| \| \| \| \| Heyuanninae \| \| \| \| |
|         | \| \| Citipatiinae \| \| \| \| \| \| Heyuanninae \| \| \| \| |
|         | Citipatiinae                                                 |
|         |                                                              |
|         | Heyuanninae                                                  |
|         |                                                              |

|  | Citipatiinae |
|  |              |
|  | Heyuanninae  |
|  |              |

## Палеобиология

### Питание

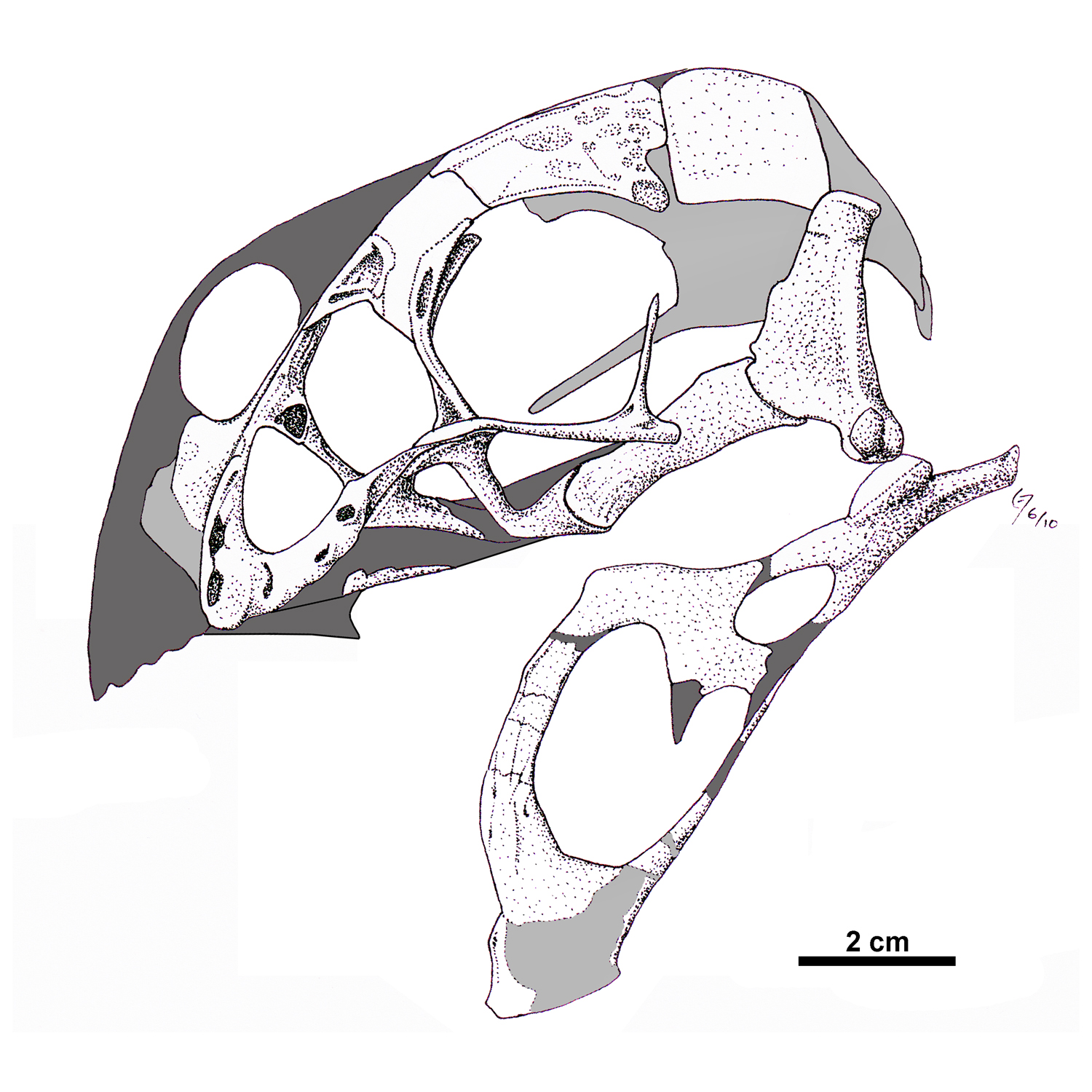
Восстановленный череп голотипа

Первоначально предполагалось, что овираптор питался яйцами других динозавров — этот вывод был сделан исходя из близкого соседства обнаруженных остатков голотипа и гнезда, которое, по мнению Осборна, могло принадлежать цератопсу.
В 1977 году Барсболд предложил гипотезу дробящей челюсти. Он утверждал, что строение челюстного аппарата позволяло овираптору совершать мощные сжимающие усилия, достаточные для расщепления моллюсков с крупными и утолщёнными раковинами — тригониоидид и ампулляриид, останки которых в изобилии встречаются в той же геологической формации. При этом учёный допускал, что диета динозавра могла быть более разнообразной, включая те же яйца рептилий. Он также предположил, что овирапторы умели плавать и нырять, чему способствовали высокое расположение носовых полостей и удлинённые отростки хвостовых позвонков, характерные для рептилий, ведущих водный образ жизни. Кроме того, Барсболд акцентировал внимание на тонких, сильно редуцированных втором и третьем пальцах передней конечности, которые могут свидетельствовать о развитии плавательных перепонок между ними.
В 1990 году Дэвид К. Смит представил собственную остеологическую оценку, в которой подверг критике выводы, сделанные Барсболдом. Смит не нашёл подтверждений, указывающих на водную специализацию передних конечностей и дробящий механизм черепа овираптора. Он предположил, что поскольку череп беззубый, имеет лёгкое строение и у него отсутствуют сильные области прикрепления мышц, то животное, скорее всего, специализировалось на растительной диете. В 1995 году Норелл и его коллеги сообщили о найденных фрагментированных остатках небольшой ящерицы в области брюшной полости типового образца, что говорит в пользу того, что овираптор как минимум частично был плотоядным.

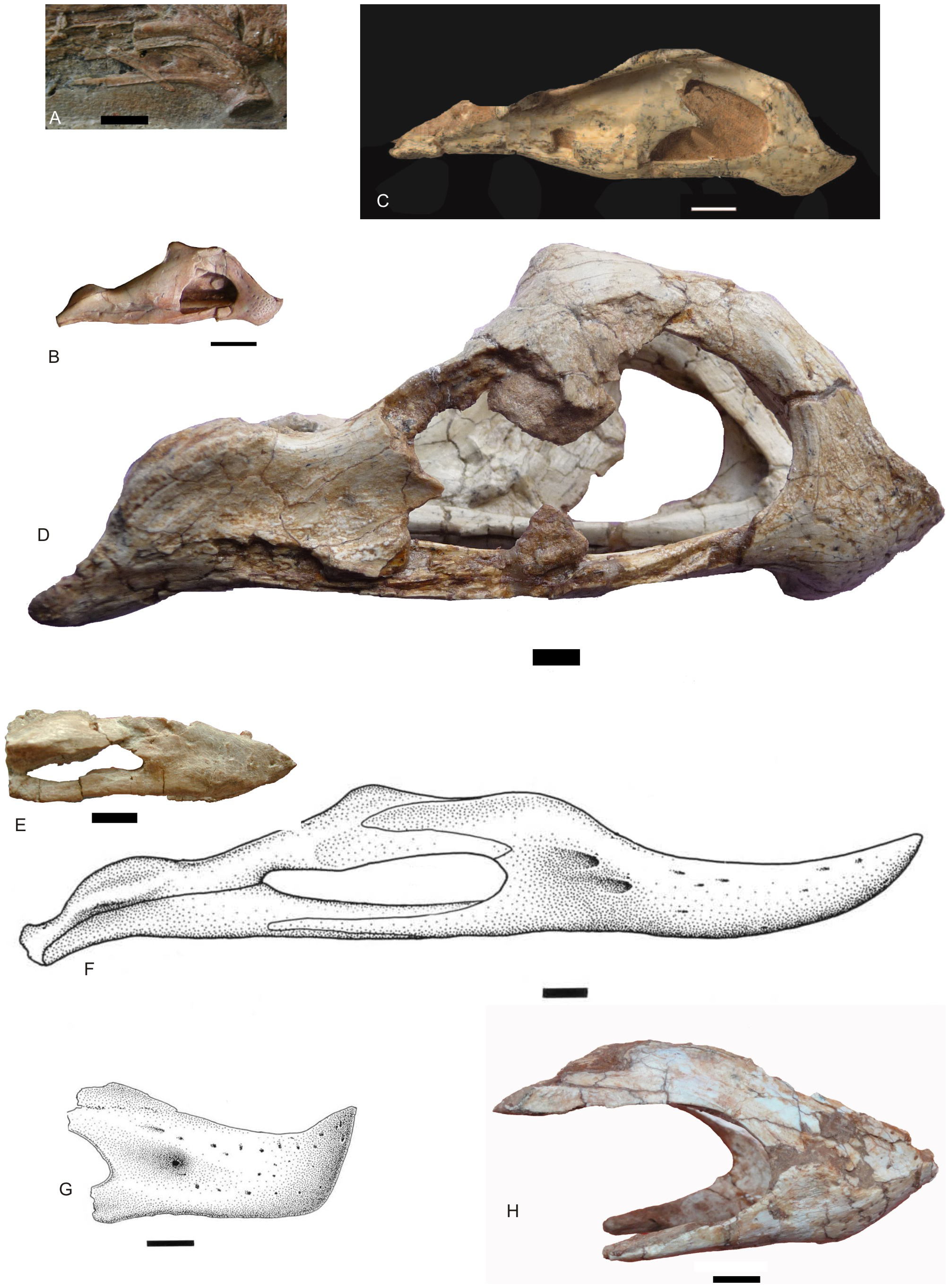
Сравнение нижних челюстей нескольких овирапторид

В 2008 году Стиг Улав К. Янсен провёл сравнительный анализ черепов нескольких овирапторид с черепами современных птиц и черепах, чтобы понять, какие признаки могут свидетельствовать о развитии рамфотеки. Он обнаружил, что нижние челюсти овирапторид очень похожи на челюсти попугаев, а верхние на челюсти черепах. Учёный предположил, что овирапториды были всеядными, поскольку хорошо развитая рамфотека в совокупности с удлинёнными передними конечностями были приспособлены для ловли мелкой добычи, а заостренные выступы нёба способствовали её удержанию. Янсен подчеркнул, что исключительно травоядная диета кажется маловероятной на основании строения нижней челюсти. Последняя не могла двигаться из стороны в сторону и у неё отсутствовали режущие края, но при этом она была способна раздавливать яйца, орехи и другие твёрдые семена.
В 2010 году Лонгрич и коллеги также отвергли гипотезу дурофагии (специализации на питании организмами с твёрдой оболочкой или панцирем), учитывая, что у таких животных обычно развиваются зубы с широкими дробящими поверхностями. Заострённая форма зубной кости в нижней челюсти предполагает, что у овирапторид была остроконечная рамфотека, используемая для разрезания пищи. Область симфиза (межкостного соединения) в передней части зубной кости могла способствовать некоторому дроблению, однако её небольшие размеры не позволяли использовать сдавливание в качестве основной функции. Большинство овирапторид обнаружены в районах с засушливым или полузасушливым климатом во времена их жизни, что стало ещё одним аргументом против их специализации на моллюсках. С учётом того, что среди современных животных схожие черты строения челюсти отмечены у попугаев и черепах, исследователи пришли к выводу, что основную долю рациона овирапторид составлял растительный материал, например ксерофиты.
В 2018 году Фанстон и его коллеги поддержали гипотезу дробящей челюсти. Они указали, что коренастый рострум (предглазничный отдел черепа, клюв) и крепкие нижние челюсти овирапторид на самом деле предполагают сильный укус, похожий на укус попугаев. Учёные посчитали, что эти анатомические особенности соответствуют плодоядной диете, в которую также могут быть включены орехи и семена.

### Размножение

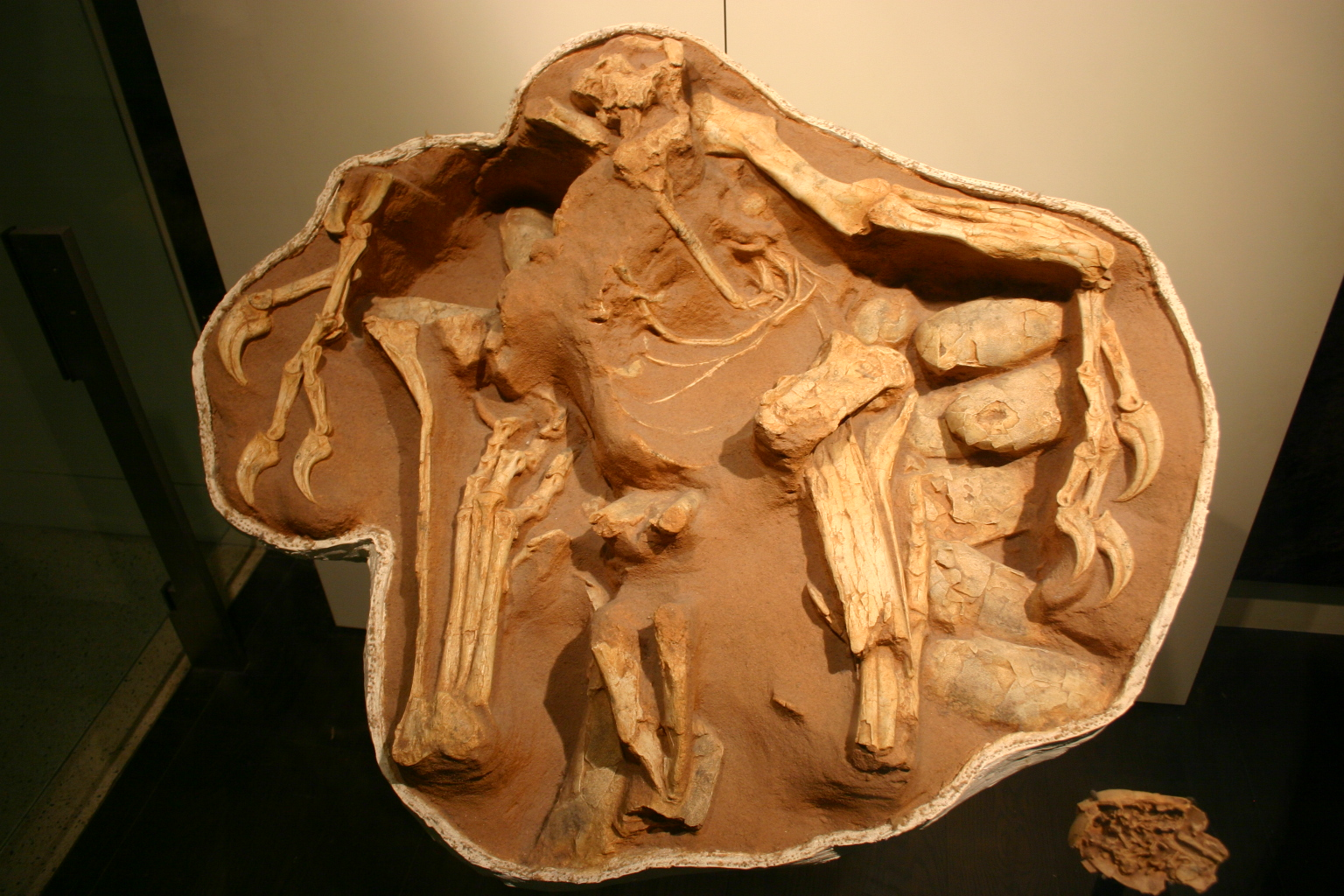
Образец читипати IGM 100 979

С момента описания эмбрионального образца читипати в 1994 году овирапториды стали более понятными: вместо того, чтобы быть животными, питающимися яйцами, они на самом деле высиживали и заботились о своём потомстве. В случае голотипа половозрелая особь также, по всей видимости, находилась на яйцах.
В 1995 году Норелл и его коллеги представили в своей работе остатки половозрелого читипати, который в момент своей гибели находился в гнезде, при этом его задние конечности были симметрично прижаты к яйцам, а передние прикрывали периметр гнезда. Такая поза, в настоящее время встречающаяся только у некоторых видов птиц, подтверждает поведенческую связь между этой группой динозавров и современными пернатыми. В 1996 году Донг и Карри описали ещё один образец овирапторида из формации Байан Мандаху, обнаруженного лежащим на вершине холмистого гнезда с шестью яйцами. Авторы предположили, что и в этом случае животное вместе с насиживаемым потомством было заживо погребено песчаной бурей. Они также исключили возможность разорения кладки, поскольку в этом случае животные успели бы либо съесть яйца, либо покинуть место природного катаклизма.

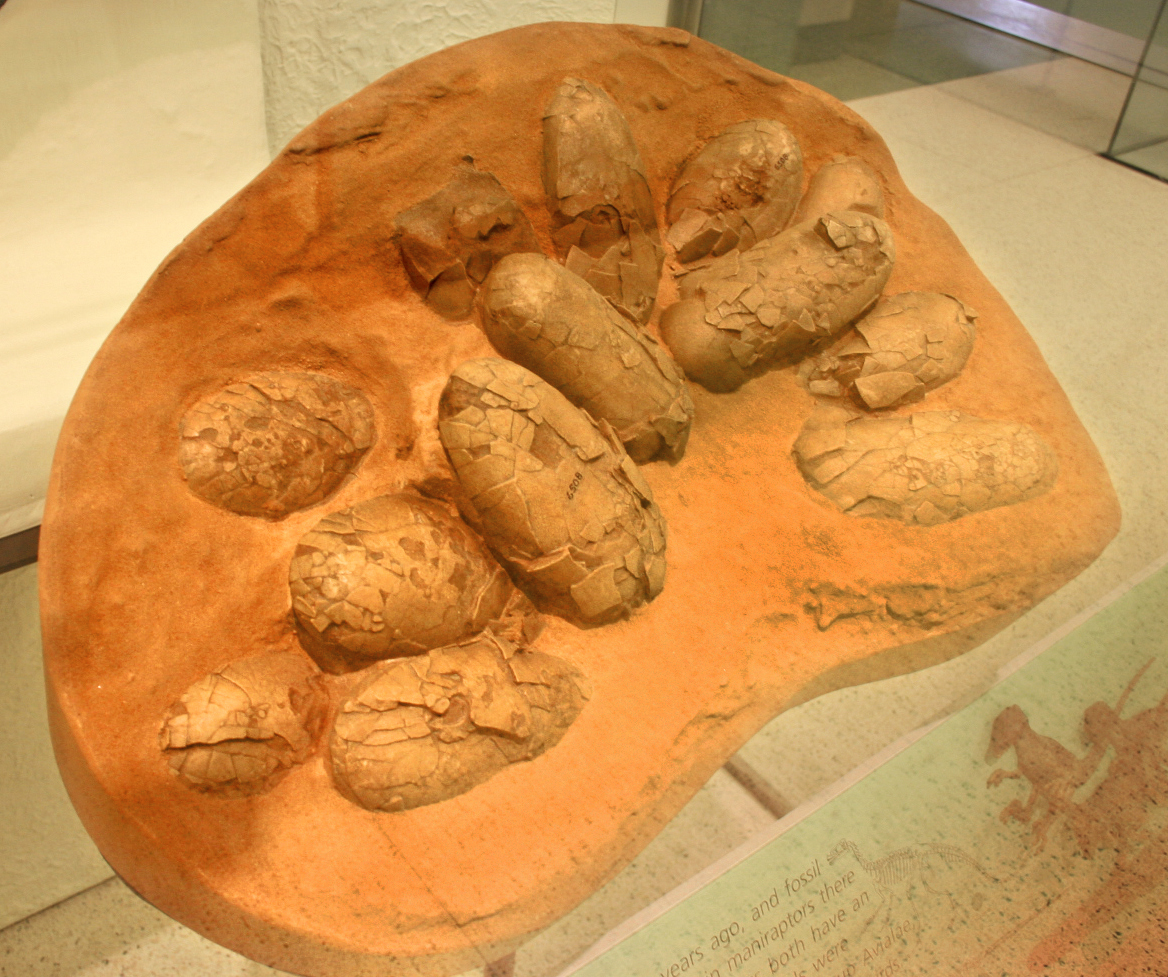
Яйца овираптора

В 1999 году Кларк и его команда подробно остановились на описании ранее представленного образца гнездящегося читипати и кратко обсудили типовой экземпляр овираптора, а также его связь с гнездом AMNH 6508. Авторы указали, что точное положение образца овираптора осталось невыясненным, поскольку во время раскопок взрослую особь и кладку разделили. По оценкам специалистов, гнездо было округлым, похожим на бугорок или насыпь, яйца откладывались парами по крайней мере в три кольца. В нём сохранилось около 15 яиц, два из которых оказались повреждены. По мнению авторов, в момент гибели кладка оставалась неполной.
В 2004 году Томас П. Хопп и Марк Дж. Орсен провели сравнительный анализ поведения некоторых тероподных динозавров (включая овирапторид) и современных птиц с целью понять причину возникновения и развития перьевого покрова на передних конечностях и хвосте. С учётом того, что на момент написания статьи наиболее полным образцом гнездящихся в характерной птичьей позе овирапторид был экземпляр читипати 1995 года, Хопп и Орсен предположили, что и у этих животных в момент жизни уже присутствовало оперение. По мнению авторов статьи, «крылья» и хвост этой группы животных могли обеспечивать защиту яиц и детёнышей от палящего солнца, ветра и дождя. На основании вытянутого положения передних конечностей во время насиживания учёные выдвинули гипотезу, что подобный способ инкубации и выхаживания является первопричиной удлинения перьев крыльев и хвоста.

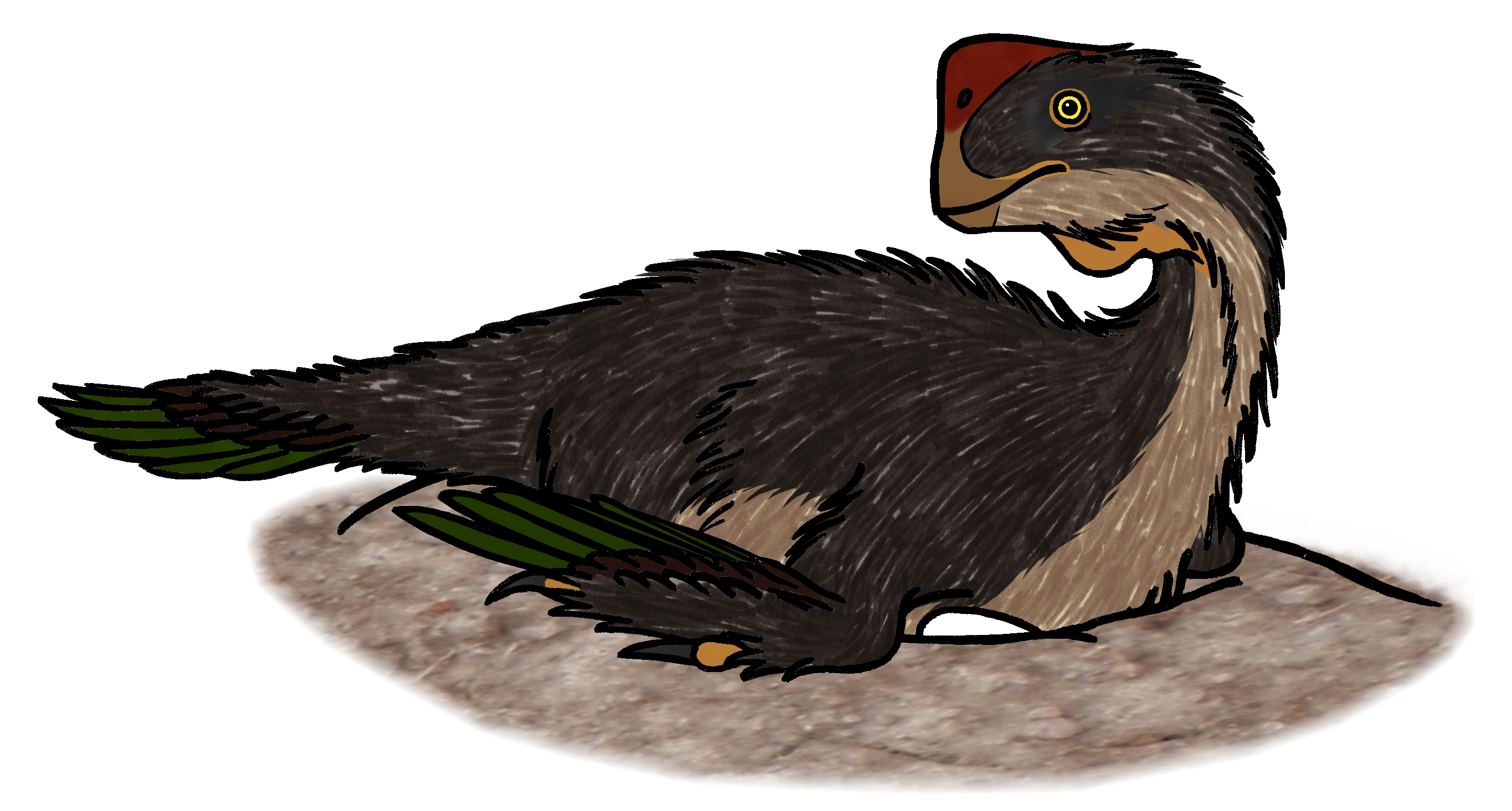
Реконструкция гнездящегося овираптора в характерной «птичьей» позе

В 2005 году Тамаки Сато и соавторы сообщили о необычном образце овирапторида из формации Наньсюн в Китае. В обнаруженном экземпляре сохранилась лишь тазовая область, однако внутри неё находились два яйца. Размер и положение яиц предполагают, что они в момент гибели самки находились в парных яйцеводах. С учётом относительно крупного размера каждого яйца и их положения относительно клоаки учёные пришли к выводу, что самка была способна вынашивать только одну пару яиц одномоментно. В 2008 году Дэвид Дж. Варриккио и его коллеги выяснили, что большие кладки яиц и гистология костей наседок у троодона, овираптора и читипати благоприятствуют обширному участию в заботе о потомстве со стороны самца, возможно, в рамках полигамной системы спаривания. Авторы подчеркнули, что такое родительское поведение у птиц, отличное от такового у подавляющего числа млекопитающих и современных рептилий, было наследовано ими от предков. В 2014 году В. Скотт Персонс и его коллеги предположили, что овирапторозавры были нелетающими, в то время как особенности строения хвоста могут указывать на их склонность к демонстративному поведению. Хвост нескольких овирапторид заканчивался пигостилем, который у современных птиц используется для поддержки опахала из перьев. По мнению авторов, этот хвост был достаточно гибким и мускулистым, что способствовало токованию во время брачных игр.

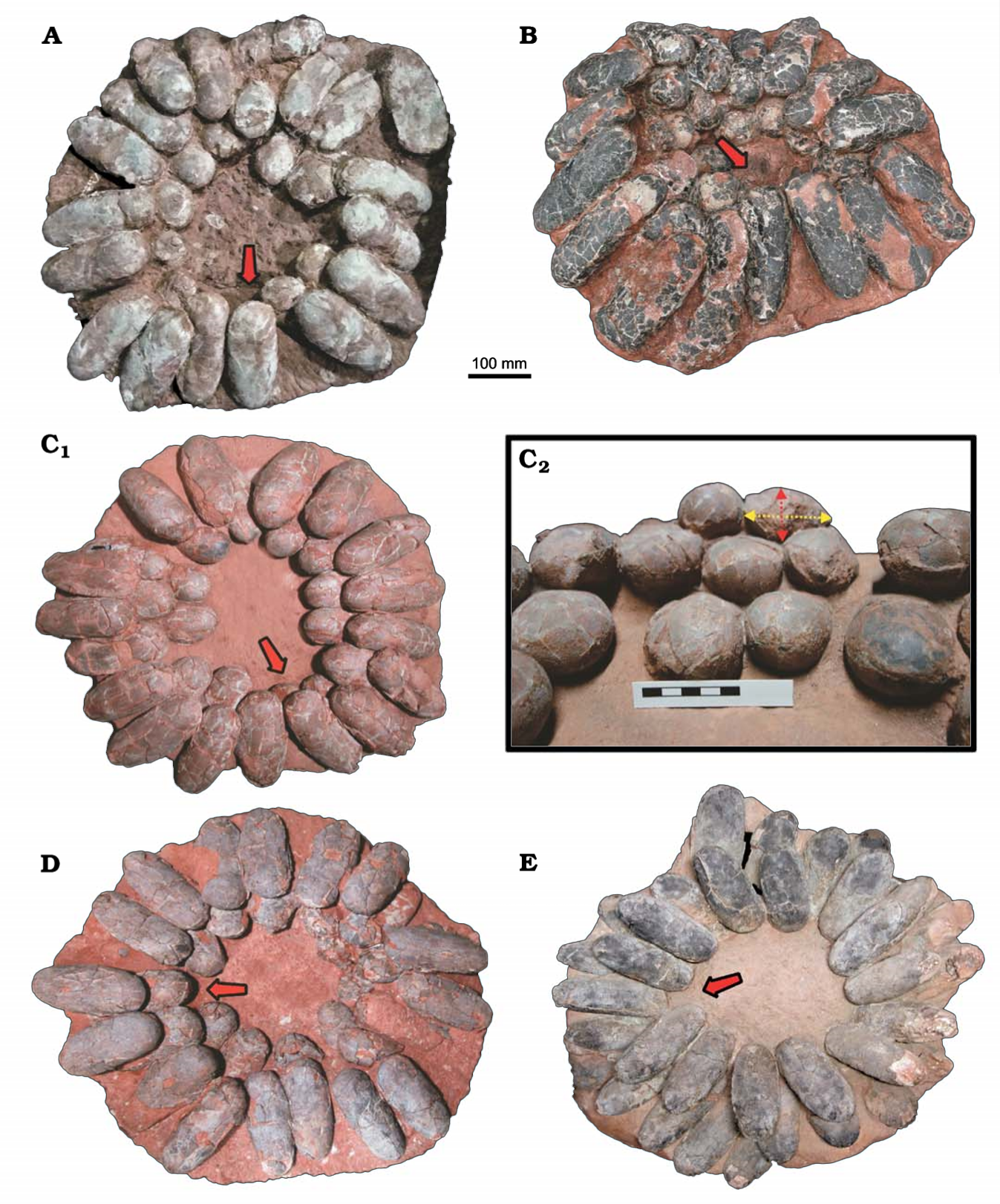
Полные яйцеклады в формации Наньсюн

В 2018 году Цзы-Рюэй Янь и его коллеги проанализировали поверхностный слой кутикул на яичных скорлупах динозавров-манирапторов, включая овирапторид. Как выяснили учёные, эти особые слои клеток состоят из белков, полисахаридов и пигментов, главным образом липидов и гидроксиапатита. У современных птиц они служат для защиты яиц от обезвоживания и вторжения микроорганизмов. Поскольку большинство образцов овирапторид были обнаружены в различных отложениях на основе каличе, Ян и его коллеги предположили, что покрытые кутикулой яйца могли быть репродуктивной стратегией, адаптированной для повышения их выживаемости в засушливых климатических условиях.
В 2019 году Янь и его коллеги провели переоценку гипотезы терморегуляции при контактной инкубации, в качестве материала исследования используя полные гнёзда овирапторид из формации Наньсюн, и представили подробную реконструкцию архитектуры кладки яиц. Авторы продемонстрировали, что гнездо представляло собой насыпь с уклоном в 35—40°, и яйца в нём располагались попарно в 3—4 кольца (всего более 15 пар). В центре гнезда, где предположительно находился родитель, яиц не было. Внутреннее кольцо располагалось ниже всего, каждый последующий ряд возвышался на 8—10 см. По мнению авторов статьи, взрослые особи, обнаруженные рядом с гнездом во время раскопок, вовсе не обязательно принимали участие в инкубации, поскольку их тепла не хватило бы на всю кладку. Учёные пришли к выводу, что репродуктивная биология овирапторид была уникальной и никаким образом не связанная с эволюцией репродуктивной биологии современных птиц.

## Среда обитания

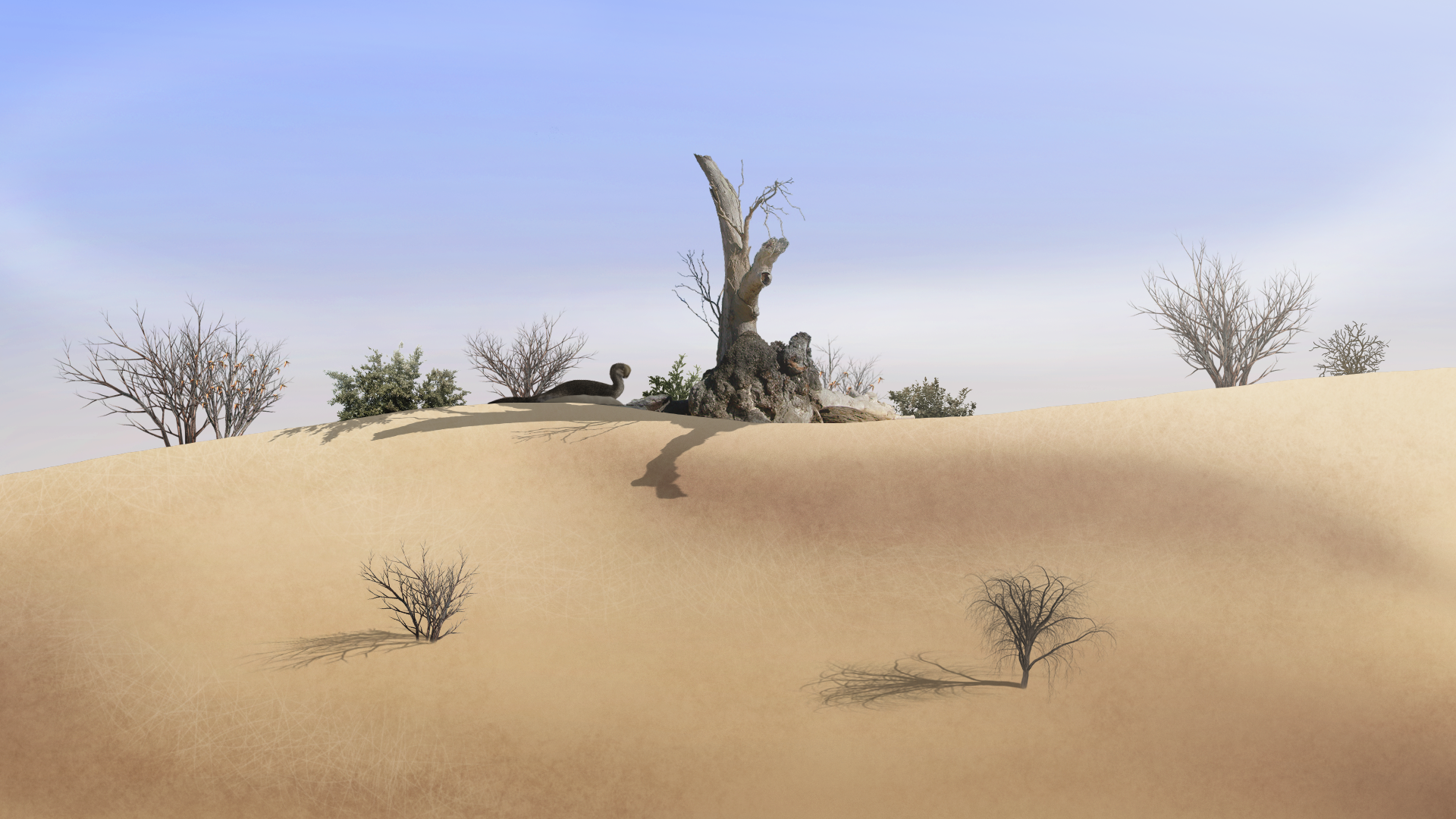
Реконструкция отдыхающего овираптора в характерном биотопе формации Джадохта

Типовой экземпляр овираптора был обнаружен в местности под названием Баянзаг на юге Монголии. Формация Джадохта, к которой относятся ископаемые остатки, датируется поздним мелом около 71—75 миллионов лет назад (конец кампанского и начало маастрихтского яруса). Климат местности в тот период времени был похож на современный в пустыне Гоби: полузасушливый с песчаными дюнами и аллювиальными отложениями. Влажность была сезонной, степной ландшафт пересекали пересыхающие в сухое время года ручьи; нередко случались песчаные бури. В районе Ухаа-Толгод были обнаружены аллювиальные следы нескольких некогда существовавших водоёмов.